# Anne Imhof
Anne Imhof (* 1978 in Gießen) ist eine deutsche Künstlerin. Ihr Werk umfasst Zeichnung, Malerei, Musik sowie installative und performative Arbeiten. 2017 erhielt sie für die Gestaltung des deutschen Pavillons auf der Biennale von Venedig den Goldenen Löwen und belegte Platz 1 der Monopol-Top-100-Liste.

## Leben und Werk
Anne Imhof wurde als Tochter des Pädagogen Michael Imhof (* 1947) und seiner Frau, der Dentistin Annette Imhof-Kramer geboren. Ihr Cousin ist der Kunstbuchverleger Michael Imhof (* 1964). Sie wuchs in Petersberg bei Fulda auf. Sie besuchte die katholische Marienschule in Fulda und das Marianum in Fulda, ein katholisches Privatgymnasium, das in der Tradition der Marianisten geführt wird. Dort legte sie 1997 auch ihr Abitur ab. Künstlerische Impulse erhielt Imhof während eines ursprünglich einjährigen Austauschaufenthalts im Prior Park College in Bath, wo ein Lehrer sie täglich im Zeichnen unterrichtete.
Von 2000 bis 2003 studierte sie Visuelle Kommunikation bei Heiner Blum an der Hochschule für Gestaltung Offenbach (HfG). Mit Private Butterflies stellte sie 2003 eine erste Videoarbeit beim Festival junger Talente vor, einer Veranstaltung in den Hallen der Offenbacher Messe. Der Film entstand in Zusammenarbeit mit der Mitschülerin und Fotografin Nadine Fraczkowski, mit der Imhof seither zusammenarbeitet.
2008 schrieb sie sich an der Städelschule in Frankfurt am Main ein. Als Meisterschülerin bei Judith Hopf beendete sie 2012 ihr Studium und wurde für ihre Abschlussarbeit mit dem Absolventenpreis ausgezeichnet. Dieser wird jährlich im Museum für Moderne Kunst Frankfurt am Main verliehen. Ihre School of the Seven Bells – 1st of at least four war eine 40-minütige Performance, die von einem Musikstück mit Gesang eingeleitet wurde und die sie mit 14 Freunden verwirklichte. In choreografierten und improvisierten Bewegungen reichten sich die Darsteller im Raum kleine Staffelstäbe weiter. Das Stück „… lässt sich als Allegorie des ständigen Gebens und Nehmens lesen, das dieses spezifische soziale Universum auszeichnet. Denn der Stab muss, auch in einer Kunstakademie, unausgesetzt weitergereicht werden, wenn auch auf ausgesprochen verdeckte und klandestine Art.“
Im August 2008 fand die Konzertpremiere ihres Duos mit Oliver Augst in der basis in Frankfurt statt.
Im Jahr 2013 hatte Imhof im Portikus in Frankfurt ihre erste Einzelausstellung. Dort zeigte sie drei Performances: School of the Seven Bells, Ähjeii und Aqua Leo. Bei den Performances wirkten neben neun Darstellerinnen auch zwei lebende Esel mit. Die Inszenierung wurde von Videos auf zwei Leinwänden, einer Wand mit Probenfotos sowie einer von der Decke hängenden, übergroßen Zeichnung gerahmt. 2013/2014 erhielt sie ein Atelierstipendium der Hessischen Kulturstiftung. In dem Pariser Atelier der Stiftung führte sie die bereits früher begonnene Arbeit SOTSB (School of the Seven Bells) fort.
2015 erhielt Imhof den Preis der Nationalgalerie für junge Kunst für ihre Installation Rage, die 2014 in Paris entstand und Teile ihrer Arbeiten Deal (2015) und Rage (2014) zu For Ever Rage verband. Die Arbeit wurde im Hamburger Bahnhof in Berlin zusammen mit den Arbeiten weiterer Preisträger von September 2015 bis Januar 2016 gezeigt. Zwischenmenschliche Spannungen und die Kommunikation zwischen einem Kollektiv und den Individuen grundierten den Aufbau und die Handlung. Große Boxsäcke, die mit Ketten von den Decken hingen, an den Wänden Aluminiumplatten die Imhof minimalistisch bearbeitete, sowie Pissoirs aus Metall und mit Buttermilch gefüllte Betonwannen bildeten die räumliche Situation für Imhofs Choreografie. Die Darsteller bewegten sich in Zeitlupentempo durch die Menagerien, reichten Buttermilch weiter und deklamierten einen mehrstimmigen, auf- und abschwellenden Sound. Die Arbeit Deal wurde zuvor 2015 im MoMA PS1 gezeigt. Als Bassistin hatte sie seit 2012 auch mit ihrer Band Beautiful Balance zahlreiche öffentliche Auftritte.
2016 schuf Imhof den Werkzyklus Angst, der sich zeitlich und räumlich über drei Stationen erstreckt: Angst I wurde im Juni 2016 in der Kunsthalle Basel gezeigt, Angst II im September 2016 im Hamburger Bahnhof in Berlin. Die Performance Angst III wurde am 19. Oktober 2016 im Rahmen der Biennale de Montréal 2016 gezeigt. Bis Januar 2017 war die damit verbundene Installation im Musée d’art contemporain de Montréal zu sehen. Der Zyklus, den sie als Oper in drei Akten bezeichnet, bildet eine malerische Komposition, die sich aus Musik, Texten, skulpturalen Elementen sowie Akteuren, lebenden Falken und ferngesteuerten Quadrokopter-Drohnen zu einem Gesamtbild zusammenfügt. Als Ouverture zum Werkzyklus Angst fand im Frühjahr 2016 eine mehrtägige Performance sowie eine Ausstellung in der Galerie Buchholz in Köln statt.
Auf Einladung der Kuratorin Susanne Pfeffer gestaltete Imhof 2017 den deutschen Pavillon auf der 57. Internationalen Kunstausstellung – La Biennale di Venezia – und führte unter dem Titel Faust eine fünfstündige Performance auf. Sie erhielt dafür den Goldenen Löwen als bester nationaler Beitrag. In der Monopol-Top-100-Liste der einflussreichsten Persönlichkeiten des Kunstbetriebs erreichte sie 2017 den ersten Platz.
2020 gehörte Anne Imhof zu den Erstunterzeichnern der Zero Covid Kampagne.
Von Oktober 2022 bis Januar 2023 lief unter dem Titel Anne Imhof – YOUTH im Stedelijk Museum Imhofs erste Einzelausstellung in den Niederlanden. Sie wurde ursprünglich von Beatrix Ruf in Zusammenarbeit mit Katya Inozemtseva für das Garage Museum of Contemporary Art in Moskau kuratiert. Infolge des Krieges gegen die Ukraine wurde das dortige Ausstellungsprogramm unterbrochen und die Vorbereitungen für die geplante Ausstellung dienten als Basis für die Ausstellung in Amsterdam, die von Vincent van Velsen in Zusammenarbeit mit Rein Wolfs kuratiert wurde. Vom 8. Juni bis 22. September 2024 zeigt das Kunsthaus Bregenz unter dem Titel Wish You Were Gay eine persönliche Bestandsaufnahme Imhofs mit Videoarbeiten, Flachreliefs, großformatigen Ölgemälden und Skulpturen.
Imhof lebt und arbeitet zusammen mit ihrer langjährigen Partnerin, der Künstlerin Eliza Douglas, in Berlin-Kreuzberg und Los Angeles.

## Werke in Museen
- Aus der Pranke des Löwen, 2012, Installation. Museum für Moderne Kunst Frankfurt am Main, Inv. Nr. 2013/71
- Der innere Kreis wurde der äußere Kreis, 2012. Alu-Dibond, Radierung, Acryl. Museum für Moderne Kunst Frankfurt am Main, Inv. Nr. 2013/73
- Room IV, 2021. Stahl, Glas, Matratze aus Schaumstoff und Leder, Lautsprecher, elektrische Gitarre. Hamburger Bahnhof – Nationalgalerie der Gegenwart, Museum in Bewegung – Eine Sammlung für das 21. Jahrhundert

## Ausstellungen

### Einzelausstellungen
- 2025: Doom: House of Hope (Performance), Park Avenue Armory, New York
- 2024: Anne Imhof. Wish You Were Gay, Kunsthaus Bregenz
- 2022: Youth, Stedelijk Museum, Amsterdam[21]
- 2021: Natures Mortes, Palais de Tokyo, Paris
- 2019: Sex (Installation und Performance), „BMW Tate Live Exhibition“, Tate Gallery of Modern Art, London[22]
- 2017: 57. Biennale di Venezia, kuratiert von Susanne Pfeffer
- 2016: Angst I, Kunsthalle Basel; Angst II, Hamburger Bahnhof – Museum für Gegenwart, Berlin[23]; Angst III, La Biennale de Montréal-MAC
- 2016: Ouverture, Galerie Buchholz, Köln
- 2015: Deal, MoMa PS1, New York
- 2014: Anne Imhof: Rage III, Sotsb, Foster-Variation – Carré d’art, Nîmes (Performance)
- 2013: Anne Imhof – Sotsb Njyy – New Jersey, Basel
- 2013: Parade – Portikus, Frankfurt am Main[24]
- 2012: Beautiful Balance, Kunsthalle Bern (Performance)
- 2011: 1st of at least four, Mousonturm, Frankfurt am Main

### Ausstellungsbeteiligungen
- 2023: Jester, Art Basel Unlimited, Basel[25]
- 2015: Preis der Nationalgalerie, Hamburger Bahnhof, Berlin
- 2015: New Frankfurt Internationals, Frankfurter Kunstverein, Frankfurt am Main
- 2014: Boom She Boom, Werke aus der Sammlung des MMK, MMK, Frankfurt am Main
- 2012: Zauderberg. Absolventen der Städelschule 2012, Museum für Moderne Kunst Frankfurt am Main – Zollamt

## Tonaufnahmen
- Brand New Gods, 2016, Vinyl, 12″, Galerie Buchholz, Köln

## Auszeichnungen
- 2022: Goetheplakette der Stadt Frankfurt am Main
- 2022: Binding-Kulturpreis[27]
- 2017: Absolut Art Award, Stockholm
- 2017: Goldener Löwe für den besten nationalen Beitrag auf der Biennale di Venezia
- 2015: Preis der Nationalgalerie
- 2013: Hessische Kulturstiftung Atelierstipendium Paris[28]
- 2012: Absolventenpreis der Städelschule Portikus e. V.[29]
- 2012: ZAC (zonta art contemporary)[30]